# У нього було три пристрасті
У нього було три пристрасті (англ. Passions, He Had Three) — американська короткометражна кінокомедія Генрі Лермана 1913 року з Роско Арбаклом в головній ролі.

## Сюжет
Генрі — хлопчик великий, жирний, і з трьома пристрастями. Йому подобаються яйця, молоко і дівчата.

## У ролях
- Мейбл Норманд
- Роско «Товстун» Арбакл — Генрі
- Беатрис Ван — Дженні Браун
- Чарльз Ейвері — Сі Блек
- Нік Коглі — батько Дженні
- Еліс Девенпорт — мати Дженні